# Filinia minuta
Filinia minuta är en hjuldjursart som först beskrevs av Smirnov 1928.  Filinia minuta ingår i släktet Filinia och familjen Trochosphaeridae. Inga underarter finns listade i Catalogue of Life.